# Cabo Yatasto
Cabo Yatasto ist ein Kap an der Loubet-Küste des Grahamlands auf der Antarktischen Halbinsel. Es markiert die südliche Begrenzung der Einfahrt zur Lampe Cove.
Argentinische Wissenschaftler benannten das Kap. Der weitere Benennungshintergrund ist nicht überliefert.